# Parabaza
Parabaza (gr. παράβασις, parabasis, przejście obok) – element budowy komedii starogreckiej, w którym to następuje zawieszenie akcji, a chór zwraca się bezpośrednio do widzów, odnosząc się w satyryczny sposób do aktualnych wydarzeń politycznych i społecznych. W szerszym znaczeniu parabaza to każda forma apelu autora dzieła literackiego wystosowana bezpośrednio do jego odbiorców. 

## Historia
Pierwsze ślady parabazy odnaleźć można w zachowanych fragmentach komedii Kratinosa, co nie oznacza jednak, że to jemu z całą pewnością należy przypisać wprowadzenie do teatru parabazy, gdyż dzieła wcześniejszych komediopisarzy nie przetrwały w całości do naszych czasów. Całkowity zanik parabazy następuje już w ostatnich zachowanych komediach Arystofanesa (Sejm kobiet, Plutos).
Jako termin techniczny w odniesieniu do części komedii słowo parabaza pojawiło się po raz pierwszy u Plutarcha, toteż, jeśli w istniejących do dziś tekstach komedii starogreckich termin ten pojawia się w metatekście, to jest to efektem ingerencji w utwór wydawców i tłumaczy. 

## Struktura
W swojej rozprawie doktorskiej  Die Gliederung der altattischen Komödie Tadeusz Zieliński wyróżnił 7 składowych części parabazy. Pierwszą z nich jest kommation będące krótką pieśnią chóru. Po niej następuje parabaza właściwa inaczej zwana anapasitoi (nazwa pochodzi od częstego stosowania w tej części anapestów, choć nie było to ścisłą regułą). Część ta służyła poecie do obrony własnej osoby przed atakami rywali, wymierzania ataków przeciw nim oraz wygłaszaniu skierowanych do widowni pouczeń. Parabaza właściwa przechodzi następnie w pingos (gr. duszenie się) czyli pieśń zwyczajowo śpiewaną na jednym oddechu, podczas której ustami chóru autor zabiega o życzliwe przyjęcie jego sztuki.
Części 4-7 tworzyły razem tak zwaną parabazę mniejszą. W jej skład wchodziły odè, czyli pieśń chóru i przeciwstawiona jej epirrhema – wypowiedź koryfeusza. Analogiczną parą pieśni i wypowiedzi były następujące po nich antodè i antepirrhema. 
Jedynie dwie zachowane komedie Arystofanesa tj. Rycerze i Osy składają się ze wszystkich wyżej wymienionych części. 